# Dzerassæ
Nella mitologia osseta, Dzerassæ era una fanciulla che abitava presso la dimora del padre Donbettyr sul fondo del mare.
Per capriccio, soleva trasformarsi in colomba con due sorelle, volare al frutteto dei Narti e rubare la mela magica dai poteri miracolosi. Quando i due fratelli Æhsær e Æhsærtæg, posti a guardia del frutteto, una notte ferirono la colomba, questa tornò nel mare dove Æhsaertaeg la raggiunse e la curò, innamorandosene e sposandola.
Preso dalla nostalgia Aehsaertaeg assieme a Dzerassae, già segretamente incinta, tornò sulla terraferma ma per un tragico equivoco si uccise dopo aver ucciso il fratello. La vedova pianse a lungo questa perdita finché non giunse, su un cavallo a tre zampe, Uastyrdji che si occupò della sepoltura. Dzerassae immediatamente si tuffò in acqua e tornò alla casa di suo padre Donbettyr dove visse come gli altri figli da ragazza non sposata.

## La nascita di Uryzmæg e Hæmyts
Quando la sua gravidanza fu palese, la madre le consigliò di andare ad abitare sulla collina dei Narti, lei obbedì all'ordine della madre, giunta al villaggio si comportò come erano solite fare le nuore nei confronti dei suoceri, scatenando la curiosità dei villani. Le nuore andarono ad informarsi ma lei non rivelò la sua identità così come non la rivelò alle anziane del villaggio perché esse parlavano tutte assieme. Dzerassae prese da parte una delle anziane e le rivelò la propria identità facendosi condurre alla base della torre di Aesaertaeg. Dopo aver rifiutato di salire al piano alto, nella stalla della torre mise al mondo due figli che vennero chiamati Uryzmæg e Hæmyts.

## Il nuovo matrimonio
A seguito di una rivelazione della figlia di K'ulbadæg, Uryzmæg e Hæmyts impararono che un loro avo era ancora vivo, partiti alla ricerca lo trovarono e furono riconosciuti, il vecchio Uærhæg fu come ringiovanito dall'incontro. Poi i due fratelli andarono a prendere Dzerassæ, ritornata nella dimora di suo padre, la donna incontrò il suocero che la prese in moglie e con lei visse molti anni. L'anno dopo la figlia di Donbettyr si ammalò e fu sepolta non prima di aver chiesto che la vegliassero per le prime tre notti dopo la morte.

## La nascita di Satana
Dzerassæ venne seppellita, Uryzmæg andò a vegliarla le prime due notti, la terza Haemyts chiese di poter vegliare la madre ma il fratello rifiutà e Hæmyts si offese ma andò a montare guardia ugualmente alla tomba. Rimasto lì per un certo tempo, fu attirato da un banchetto che si svolgeva per delle nozze, se ne andò lasciando la tomba apparentemente incustodita, ma all'interno già si trovava Uastyrdji. Quest'ultimo colpì con la sua frusta di feltro la madre che resuscitò più bella di prima, al secondo colpo di frusta tornò nel regno dei morti. Un anno dopo Syrdon, passando davanti alla tomba, sentì il pianto di un neonato, corso al villaggio, avvisò i Narti dei quali si precipitò Uryzmæg ad aprire la tomba da cui uscì la bambina chiamata Satana.
Alla eroina Dzerassæ è dedicato uno dei bassipiani scoperti su Venere chiamati planitia: il Dzerassa Planitia.